# Kaple svaté Anny (Přechovice)
Kaple svaté Anny je sakrální stavba zbudovaná na jižním okraji obce Přechovice při cestě do Volyně. Vybudována byla, soudě dle letopočtu v jejím štítě, v roce 1836. Stavba je obdélníkového půdorysu s trojbokým zakončením. Její štít je členěn polosloupy. V interiéru kaple jsou sochy svatého Jana Nepomuckého z konce 18. století a dále skulptury Immaculaty a svaté Barbory. Od roku 1963 je objekt zařazen mezi kulturní památky.